# Mecicobothrium
Mecicobothrium là một chi nhện trong họ Mecicobothriidae.